# Batalha de Benevento (275 a.C.)
A Batalha de Benevento ou Batalha de Malevento foi travada em 275 a.C. entre as forças de Pirro do Epiro e as forças da República Romana conduzidas pelo cônsul Mânio Cúrio Dentato. Foi o episódio conclusivo da Guerra Pírrica. Depois deste combate, a cidade de Malevento ("maus ares") foi rebatizada de Benevento, nome que mantém até os dias atuais.

## Contexto
Depois de cruzar para a Sicília em 278 a.C. para lutar contra os cartagineses, Pirro conseguiu conquistar a ilha inteira, com exceção da fortaleza de Lilibeu, que tentou cercar e fracassou. Depois de reunir sua frota à frota siracusana após a conquista da cidade, Pirro desejava partir uma campanha no norte da África. Porém, os gregos sicilianos foram ficando cada vez mais insatisfeitos com Pirro e seus aliados na Itália estavam sofrendo com os constantes ataques dos romanos. Por isso, Pirro decidiu retornar para a península Itálica em 276 a.C. e, depois de uma derrota naval no caminho para a frota cartaginesa, os navios sobreviventes, somente 40 dos 110 navios originais, incluindo os navios de transporte, aportaram em Locri, onde Pirro havia deixado seu filho, Alexandre no início da campanha sicialiana.
Pirro novamente assumiu o comando das forças aliadas contra Roma na Itália. Os romanos, neste ínterim, haviam reconquistado todos as posições importantes no sul da Itália e novamente estavam cercando Taranto. Eles o esperavam na Campânia, em Malevento, esperando a ajuda da Lucânia. Os romanos acreditavam que Pirro, antes de enfrentá-los diretamente, tentaria obrigá-los a levantar o cerco marchando diretamente para Roma.

## Batalha
O exército romano era comandado pelo cônsul Mânio Cúrio Dentato, que estava acampado em uma elevação e contava com uma força de cerca de 17 000 homens. Pirro, por sua vez, dispunha de 20 000 soldados e alguns elefantes de guerra. Em seu exército estavam presentes destacamentos de cavalaria macedônica, grega e samnita; a infantaria estava organizada segundo o modelo da falange macedônica e compreendia ainda hoplitas gregos, além de fundeiros, lanceiros e arqueiros.
Pirro havia dividido seus homens em dois exércitos: um foi enviado para enfrentar o outro cônsul, Lúcio Cornélio Lêntulo Caudino, na Lucânia, impedindo que ele viesse ajudar Cúrio Dentato, e o outro seguiu diretamente para Sâmnio, onde estavam reunidos alguns poucos reforços. Dispunha, assim, de cerca de 20 000 homens na infantaria, 3 000 cavaleiros e cerca de 20 elefantes. Em detalhes: 3 000 soldados e 300 cavaleiros tarantinos; 3 000 soldados e 300 cavaleiros apúlios; 3 000 soldados e 300 cavaleiros samnitas (somente hirpínios e caudinos); o restante eram veteranos que ele trouxe da Grécia no início da campanha. Provavelmente foi neste ocasião que Pirro adotou a formação alternada de speirai gregos e coortes itálicas, citada por Políbio, justamente para evitar o avanço de sua própria linha de combate, como havia acontecido na Batalha de Ásculo, justamente onde estavam concentrados seus aliados itálicos.
O plano de Pirro era avançar pela noite com seus melhores homens e elefantes, mas eles tomaram um longo caminho, as suas luzes se apagaram, eles se perderam, se atrasaram, e chegaram durante o dia.
Os romanos já tinha aprendido sobre os elefantes de guerra, que, na batalha de Heracleia, tinham sido uma das principais causas da derrota, levando a melhor sobre as tropas epirotas e tarantinas graças à tática implementada pelos arqueiros, que, atirando incessantemente flechas em chamas, conseguiram irritar os paquidermes, que, por sua vez, causaram enormes estragos entre as próprias tropas de Pirro. Contínuos ataques enfraqueceram e debandaram a cavalaria enquanto a infantaria conseguiu sobrepujar a falange com ataques de lanças atiradas por cima da densa fileira de piques dos gregos. Estes ataques abriam espaços nas fileiras através dos quais os legionários, com sua espada curta, podiam atacar o inimigo incapaz de se defender com os grandes piques num combate corpo-a-corpo. Já sob intenso ataque, a falange foi finalmente destruída pelos flancos pela segunda e terceira linhas das legiões. Após esta vitória, Cúrio Dentato avançou sobre o campo inimigo, mas não conseguiu superar os elefantes e recuou para seu campo. Ele chamou suas tropas de reserva, que atacaram os elefantes com lanças, fazendo-os recuar causando confusão entre os homens de Pirro, dando a vitória aos romanos.
A tradição romana, cuja veracidade é duvidosa, registra 23 000 mortos e 1 300 prisioneiros entre os inimigos, perdas equivalentes às romanas. Foram ainda abatidos dois elefantes e outros oito foram capturados. Quatro deles foram levados vivos até Roma, onde provocaram enorme furor entre o povo, que jamais os havia visto.

## Derrota estratégica de Pirro
Taticamente, a batalha de Malevento pode ser considerada como indecisiva, mas, estrategicamente, foi uma vitória romana. Uma explicação do fracasso do combate para Pirro, que já havia batido as legiões romanas antes, em Heracleia e Ásculo, pode ser encontrada no fato de que o rei epirota, em Malevento, não tinha mais à sua disposição, como era o caso no início da campanha italiana, suas melhores forças, especialmente os mais experientes guerreiros das falanges, que haviam sofrido muitas perdas não apenas nas campanhas de 280 e 279 a.C. na península, mas também na Batalha do estreito de Messana (276 a.C.), no retorno de sua campanha na Sicília.
Pirro foi então obrigado a retornar ao Reino do Epiro com 8 000 soldados de infantaria e 5 000 de cavalaria, onde, depois de derrotar o diádoco Antígono II Gônatas, reconquistou o trono do Reino da Macedônia. Porém, Pirro faleceu logo depois enquanto tentava conquistar o Peloponeso. Taranto permaneceu cercada pelos romanos por mais três anos, capitulando em 272 a.C., uma vitória que completou a submissão da Magna Grécia e a conquista de toda a Itália meridional.